# Kabinet-Støre
Het kabinet-Støre is een Noors kabinet dat werd gevormd na de parlementsverkiezingen in 2021. Het kabinet wordt gevormd door Arbeiderpartiet en Senterpartiet. Met de nieuwe regeringsconstellatie wordt het rechtse kabinet-Solberg afgelost. 
Na de verkiezingen werd er door de twee partijen ook onderhandeld met Sosialistisk Venstreparti, maar het lukte niet om tot overeenstemming te komen. Daardoor heeft de centrumlinkse coalitie geen meerderheid in het Storting-parlement, waardoor het afhankelijk is van steun van oppositiepartijen.

## Regeerakkoord
Het regeerakkoord wordt Hurdalsplattformen genoemd, naar de plaats Hurdal waar de onderhandelingen plaatsvonden. De belangrijkste zaken uit het akkoord zijn de volgende punten.
| Standpunt                                                                          |
| Goedkopere tandartsbehandelingen voor jongeren tot 25 jaar                         |
| Minder marktwerking in de gezondheidszorg                                          |
| Vrije kwestie bij versoepeling van de abortuswet                                   |
| Gratis buitenschoolse activiteiten voor eersteklassers                             |
| Lagere kosten voor kleuterscholen (barnehagen)                                     |
| Verbeterde overgang van kleuterschool naar basisschool                             |
| Soepelere eisen bij toelating lerarenopleiding                                     |
| Herinvoering van vakantiegeld voor werklozen en gepensioneerden                    |
| Maximale inkomensgrens voor bestuurders                                            |
| Verlaging van de inkomstenbelasting bij een jaarsalaris van minder dan 750.000 NOK |
| Hogere belasting voor dure elektrische auto's                                      |
| Ongedaan maken van de fusieprovincie Troms og Finnmark                             |
| Blijvend investeren in nieuwe olieprojecten                                        |
| Verhoging van de CO2-prijs                                                         |
| CO2-reductiedoelstelling voor 2030 op 55%                                          |
| Lagere prijzen voor veerboten op rijkswegen en provinciale wegen                   |
| Doortrekken van de spoorlijn Trondheim - Bodø naar Tromsø (Nord-Norgebanen)        |
| Bron: NRK en Hurdalsplattformen                                                    |

## Kabinet–Støre (2021–heden)
| Ambtsbekleder                 | Ambtsbekleder           | Ambtsbekleder                   | Functie                                             | Ambtstermijn    | Ambtstermijn    | Partij          |
| ----------------------------- | ----------------------- | ------------------------------- | --------------------------------------------------- | --------------- | --------------- | --------------- |
|                               | Jonas Gahr Støre        | Jonas Gahr Støre (1960)         | Premier                                             | 14 oktober 2021 | heden           | Arbeiderpartiet |
|                               | Anniken Huitfeldt       | Anniken Huitfeldt (1969)        | Minister van Buitenlandse Zaken                     | 14 oktober 2021 | 16 oktober 2023 | Arbeiderpartiet |
|                               | Espen Barth Eide        | Espen Barth Eide (1964)         | Minister van Buitenlandse Zaken                     | 16 oktober 2023 | heden           | Arbeiderpartiet |
|                               | Trygve Slagsvold Vedum  | Trygve Slagsvold Vedum (1978)   | Minister van Financiën                              | 14 oktober 2021 | 5 februari 2025 | Senterpartiet   |
|                               | Jens Stoltenberg        | Jens Stoltenberg (1959)         | Minister van Financiën                              | 5 februari 2025 | heden           | Arbeiderpartiet |
|                               | Emilie Enger Mehl       | Emilie Enger Mehl (1993)        | Minister van Justitie                               | 14 oktober 2021 | 5 februari 2025 | Senterpartiet   |
|                               | Astri Aas-Hansen        | Astri Aas-Hansen (1970)         | Minister van Justitie                               | 5 februari 2025 | heden           | Arbeiderpartiet |
|                               | Jan Christian Vestre    | Jan Christian Vestre (1986)     | Minister van Economische Zaken                      | 14 oktober 2021 | 19 april 2024   | Arbeiderpartiet |
|                               | Cecilie Myrseth         | Cecilie Myrseth (1984)          | Minister van Economische Zaken                      | 19 april 2024   | heden           | Arbeiderpartiet |
|                               | Odd Roger Enoksen       | Odd Roger Enoksen (1954)        | Minister van Defensie                               | 14 oktober 2021 | 12 april 2022   | Senterpartiet   |
|                               | Bjørn Arild Gram        | Bjørn Arild Gram (1972)         | Minister van Defensie                               | 12 april 2022   | 5 februari 2025 | Senterpartiet   |
|                               | Tore Sandvik            | Tore Sandvik (1969)             | Minister van Defensie                               | 5 februari 2025 | heden           | Arbeiderpartiet |
|                               | Ingvild Kjerkol         | Ingvild Kjerkol (1975)          | Minister van Volksgezondheid                        | 14 oktober 2021 | 19 april 2024   | Arbeiderpartiet |
|                               | Jan Christian Vestre    | Jan Christian Vestre (1986)     | Minister van Volksgezondheid                        | 19 april 2024   | heden           | Arbeiderpartiet |
|                               | Hadia Tajik             | Hadia Tajik (1983)              | Minister van Sociale Zaken en Arbeid                | 14 oktober 2021 | 4 maart 2022    | Arbeiderpartiet |
|                               |                         |                                 | Minister van Sociale Zaken en Arbeid                | Vacant          |                 |                 |
|                               | Marte Mjøs Persen       | Marte Mjøs Persen (1975)        | Minister van Sociale Zaken en Arbeid                | 8 maart 2022    | 16 oktober 2023 | Arbeiderpartiet |
|                               | Tonje Brenna            | Tonje Brenna (1987)             | Minister van Sociale Zaken en Arbeid                | 16 oktober 2023 | heden           | Arbeiderpartiet |
| Minister van Onderwijs        | Tonje Brenna            | Tonje Brenna (1987)             | 14 oktober 2021                                     | 16 oktober 2023 |                 | Arbeiderpartiet |
| Minister van Onderwijs        |                         |                                 | Kari Nessa Nordtun (1986)                           | 16 oktober 2023 | heden           | Arbeiderpartiet |
|                               | Jon-Ivar Nygård         | Jon-Ivar Nygård (1973)          | Minister van Transport                              | 14 oktober 2021 | heden           | Arbeiderpartiet |
|                               | Bjørn Arild Gram        | Bjørn Arild Gram (1972)         | Minister van Lokale Zaken en Regionale Ontwikkeling | 14 oktober 2021 | 12 april 2022   | Senterpartiet   |
|                               | Sigbjørn Gjelsvik       | Sigbjørn Gjelsvik (1974)        | Minister van Lokale Zaken en Regionale Ontwikkeling | 12 april 2022   | 16 oktober 2023 | Senterpartiet   |
|                               | Erling Sande            | Erling Sande (1978)             | Minister van Lokale Zaken en Regionale Ontwikkeling | 16 oktober 2023 | 5 februari 2025 | Senterpartiet   |
|                               | Kjersti Stenseng        | Kjersti Stenseng (1974)         | Minister van Lokale Zaken en Regionale Ontwikkeling | 5 februari 2025 | heden           | Arbeiderpartiet |
|                               | Sandra Borch            | Sandra Borch (1988)             | Minister van Landbouw                               | 14 oktober 2021 | 3 augustus 2023 | Senterpartiet   |
|                               | Geir Pollestad          | Geir Pollestad (1978)           | Minister van Landbouw                               | 3 augustus 2023 | 5 februari 2025 | Senterpartiet   |
|                               | Nils Kristen Sandtrøen  | Nils Kristen Sandtrøen (1989)   | Minister van Landbouw                               | 5 februari 2025 | heden           | Arbeiderpartiet |
|                               | Bjørnar Skjæran         | Bjørnar Skjæran (1966)          | Minister van Visserij                               | 14 oktober 2021 | 16 oktober 2023 | Arbeiderpartiet |
|                               | Cecilie Myrseth         | Cecilie Myrseth (1984)          | Minister van Visserij                               | 16 oktober 2023 | 19 april 2024   | Arbeiderpartiet |
|                               | Cecilie Myrseth         | Marianne Sivertsen Næss (1974)  | Minister van Visserij                               | 19 april 2024   | heden           | Arbeiderpartiet |
|                               | Espen Barth Eide        | Espen Barth Eide (1964)         | Minister van Milieu en Klimaat                      | 14 oktober 2021 | 16 oktober 2023 | Arbeiderpartiet |
|                               |                         | Andreas Bjelland Eriksen (1992) | Minister van Milieu en Klimaat                      | 16 oktober 2023 | heden           | Arbeiderpartiet |
|                               | Marte Mjøs Persen       | Marte Mjøs Persen (1975)        | Minister van Energie                                | 14 oktober 2021 | 8 maart 2022    | Arbeiderpartiet |
|                               | Terje Aasland           | Terje Aasland (1965)            | Minister van Energie                                | 8 maart 2022    | heden           | Arbeiderpartiet |
|                               | Anette Trettebergstuen  | Anette Trettebergstuen (1981)   | Minister van Cultuur                                | 14 oktober 2021 | 28 juni 2023    | Arbeiderpartiet |
|                               | Lubna Jaffery           | Lubna Jaffery (1980)            | Minister van Cultuur                                | 28 juni 2023    | heden           | Arbeiderpartiet |
| Ministers zonder portefeuille |                         |                                 |                                                     |                 |                 |                 |
| Ambtsbekleder                 | Ambtsbekleder           | Ambtsbekleder                   | Functie(s)                                          | Ambtstermijn    | Ambtstermijn    | Partij(en)      |
|                               | Anne Beathe Tvinnereim  | Anne Beathe Tvinnereim (1974)   | Minister voor Ontwikkelingshulp                     | 14 oktober 2021 | 5 februari 2025 | Senterpartiet   |
|                               | Åsmund Grøver Aukrust   | Åsmund Grøver Aukrust (1985)    | Minister voor Ontwikkelingshulp                     | 5 februari 2025 | heden           | Arbeiderpartiet |
|                               | Karianne Tung           | Karianne Tung (1984)            | Minister voor Digitalisering                        | 16 oktober 2023 | heden           | Arbeiderpartiet |
|                               | Ola Borten Moe          | Ola Borten Moe (1976)           | Minister voor Hoger Onderwijs en Wetenschap         | 14 oktober 2021 | 3 augustus 2023 | Senterpartiet   |
|                               | Sandra Borch            | Sandra Borch (1988)             | Minister voor Hoger Onderwijs en Wetenschap         | 3 augustus 2023 | 24 januari 2024 | Senterpartiet   |
|                               | Oddmund Løkensgard Hoel | Oddmund Løkensgard Hoel (1968)  | Minister voor Hoger Onderwijs en Wetenschap         | 24 januari 2024 | 5 februari 2025 | Senterpartiet   |
|                               | Sigrun Gjerløw Aasland  | Sigrun Gjerløw Aasland (1978)   | Minister voor Hoger Onderwijs en Wetenschap         | 5 februari 2025 | heden           | Arbeiderpartiet |
|                               | Kjersti Toppe           | Kjersti Toppe (1967)            | Minister voor Jeugd en Gezin                        | 14 oktober 2021 | 5 februari 2025 | Senterpartiet   |
|                               | Lene Vågslid            | Lene Vågslid (1986)             | Minister voor Jeugd en Gezin                        | 5 februari 2025 | heden           | Arbeiderpartiet |

Gerhardsen I ·
Gerhardsen II ·
Torp ·
Gerhardsen III ·
Lyng ·
Gerhardsen IV ·
Borten ·
Bratteli I ·
Korvald ·
Bratteli II ·
Nordli ·
Brundtland I ·
Willoch I ·
Willoch II ·
Brundtland II ·
Syse ·
Brundtland III ·
Jagland ·
Bondevik I ·
Stoltenberg I ·
Bondevik II ·
Stoltenberg II ·
Solberg ·
Støre